# Хартлайн
Хартлайн (на английски: Hartline) е град в окръг Грант, щата Вашингтон, САЩ. Хартлайн е с население от 134 жители (2000) и обща площ от 0,9 km². Намира се на 583 m надморска височина. ЗИП кодът му е 99135, а телефонният му код е 509.